# Löwenstamm & Spitz

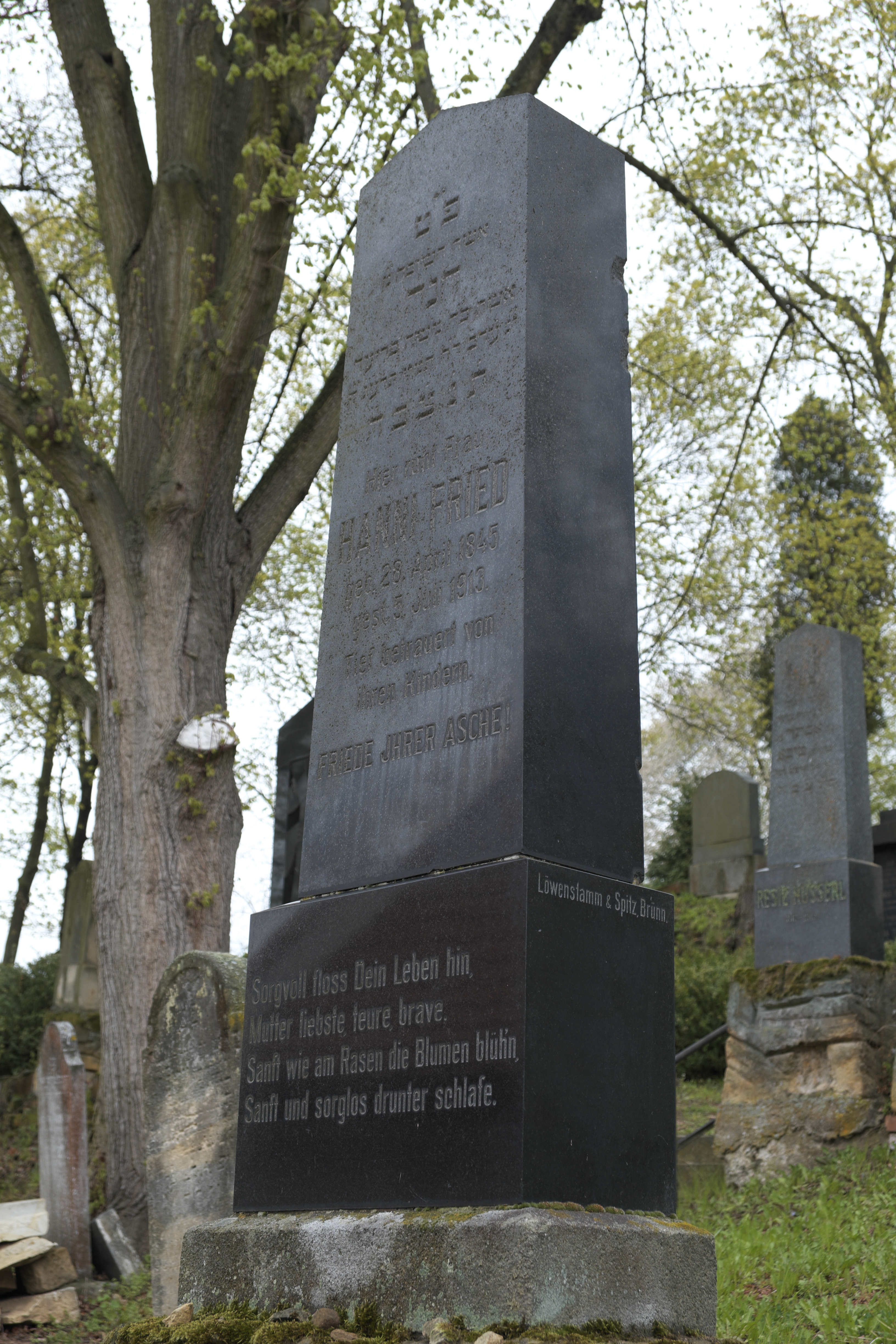
Náhrobek s podpisem "Löwenstamm & Spitz, Brünn" (na straně) na židovském hřbitově v Boskovicích

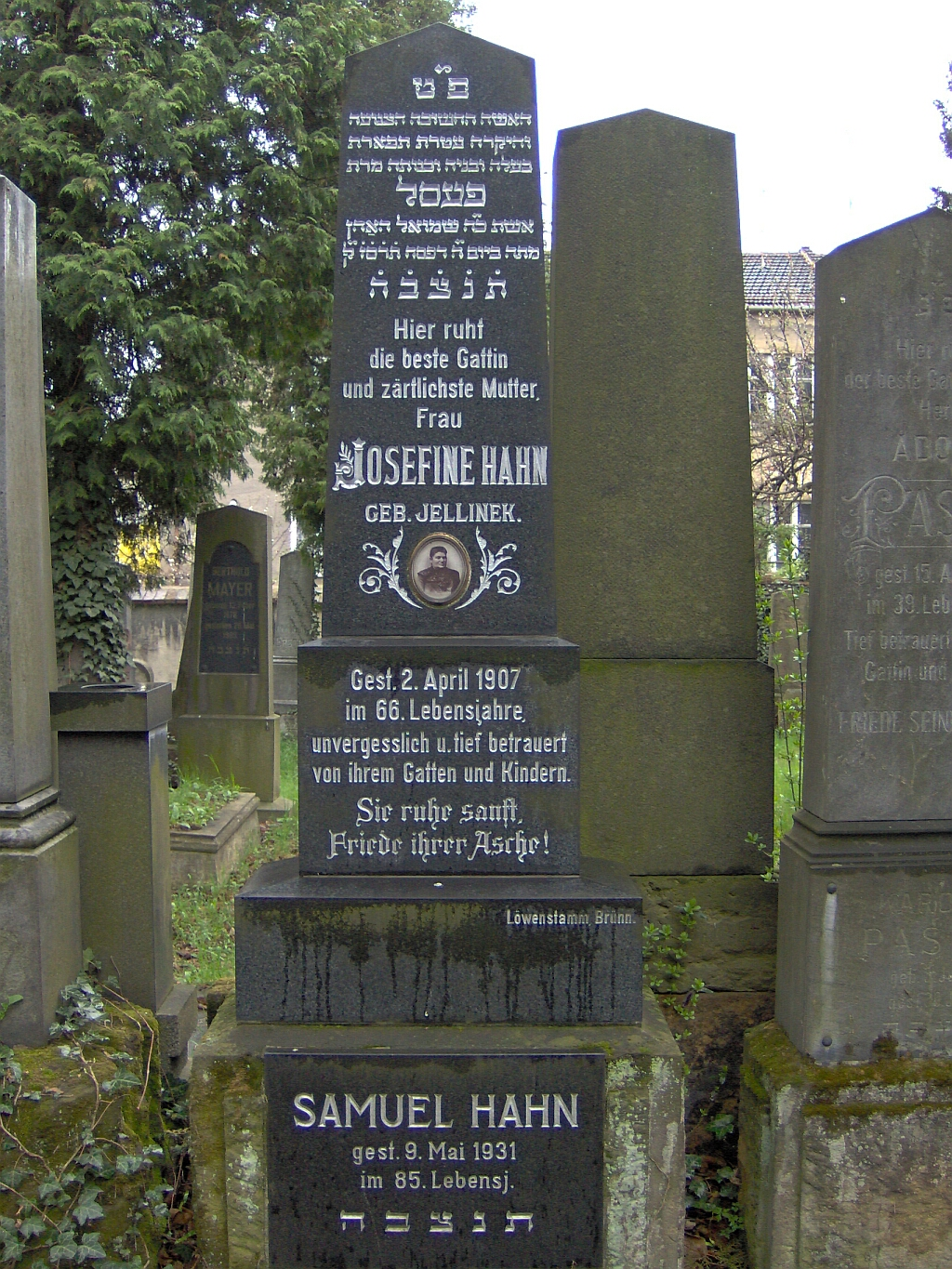
Náhrobek s nápisem "Löwenstamm Brünn" na židovském hřbitově v Brně

Löwenstamm & Spitz byla kamenická dílna v Brně a Třebíči.

## Historie
Židovská kamenická dílna Löwenstamm & Spitz vznikla spojením dvou kamenických dílen, dílny bratrů Julia (1864–1939) a Salomona (1868–1933) Löwenstammových a dílny Jakoba Spitze (1860–1933).
Bratři Löwenstammovi původně pracovali v rodné Třebíči a později založili i dílnu v Brně, kde koupili pobočku dílny Friedenthal na ulici Křenova čp. 73.
Jakob Spitz z Ivanovic na Hané původně vlastnil v Brně dílnu, která se nacházela na ulici Křenova čp. 55.
Společnost vzniklá fúzí v roce 1912 se stala jednou z největších kamenických dílen na Moravě. Společnost vytesala náhrobky pro mnoho židovských hřbitovů v regionu, pracovali například na náhrobcích na židovském hřbitově v Boskovicích .
Společnost existovala až do roku 1939. Její činnost byla ukončena zabavením majetků německou říší ve spojitosti s pronásledováním a diskriminací židovských občanů.
Na židovském hřbitově v Brně lze na mnoha náhrobcích nalézt podpisy Jakoba Spitze a bratrů Löwenstammových. Po sloučení byly náhrobky podepisovány „Löwenstamm & Spitz“.
Stejně jako Jacob Spitz, i Julius a Salomon Löwensteinovi byli pohřbeni na židovském hřbitově v Brně.
Je zde pochován i Emmerich Spitz, který ve společnosti působil po smrti Jakoba Spitze.